# تخیل‌گرایی
تخیل‌گرایی یا ایماژینیسم (به انگلیسی: Imaginism)، یک جنبش شعری آوانگارد روسی بود که پس از انقلاب ۱۹۱۷ آغاز شد.

## تاریخچه
تخیل‌گرایی در سال ۱۹۱۸ توسط گروهی از شاعران از جمله آناتولی مارینهوف، وادیم شرشنویچ و سرگئی یسنین در مسکو پایه‌گذاری شد، که می‌خواستند از فوتوریست‌ها فاصله بگیرند. این نام ممکن است تحت‌تأثیر تصویرگرایی یا ایماژیسم قرار گرفته باشد.
ایماژینیست‌ها از نظر سبک، وارثان ایگو-فوتوریسم بودند. آن‌ها بر اساس توالی‌هایی از تصاویر جالب و غیرمعمول شعر می‌ساختند و اشعار بی‌فعل زیادی سروده‌اند.
دیگر اعضای گروه شاعران روریک ایونف، الکساندر کوسیکوف، ایوان گروزینوف، ماتوی رویزمان و نمایش‌نامه‌نویس برجسته روسی نیکولای اردمان بودند. آن‌ها در ژانویه ۱۹۱۹ مانیفستی صادر کردند که متن آن توسط شرشنویچ نوشته شده بود.
بیشتر تخیل‌گرایان آزاداندیش و بی‌خدا بودند. کانون اصلی تخیل‌گرایی در مسکو و سنت پترزبورگ بود. کانون‌های کوچک‌تری نیز در کازان سارانسک و اوکراین وجود داشت. ایماژینیست‌ها چهار مؤسسه انتشاراتی شعر را سازماندهی کردند که یکی از آن‌ها ایماژینیسم نام داشت و مجله شعر مهمان‌خانه مسافران در زیبایی (Gostinitsa dlya puteshestvuyuschih v prekrasnom) را منتشر کردند.
این گروه در سال ۱۹۲۵ از هم پاشید و در سال ۱۹۲۷ رسماً منحل شد. میراث آن هنوز در روسیه باقی مانده‌است. اشعار یسنین و شرشنویچ، خاطرات مارینهوف، و نمایش‌نامه‌های اردمن هنوز چاپ می‌شوند و همیشه مورد تقاضا و استقبال هستند.
پس از انحلال این گروه، «ایماژینیست‌های جوان» در اوایل دهه ۱۹۳۰ خود را پیرو این جریان اعلام کردند. «ملوایماژینیست‌ها» نیز در دهه ۱۹۹۰ اعلام وجود کردند.

## آثار
- مارکوف، وی. تخیل‌گرایی روسی ۱۹۱۹-۱۹۲۴. گیسن ۱۹۸۰.
- نیلسون، ان. ایماژینیست‌های روسی. آن آربور: آلمگویست و ویکسل، ۱۹۷۰.
- هاتتونن، تی. ایماژینیست مارینگوف: دندی. مونتاژ. سینیکی. مسکو: ان‌ال‌اُ، ۲۰۰۷.
- پونومارف، سی. «جویندگان تصویر: تحلیل نظریه شاعرانه ایماژینیست‌ها، ۱۹۱۹-۱۹۲۴.» مجله اسلاو و اروپای شرقی ۱۲ (۱۹۸۶).
- کودریاویتسکی، آ. «تلاش برای صدا»، نقد ادبی جدید ۳۵ (۱۹۹۹).